# Jack Alabaster
John Chaloner Alabaster (* 11. Juli 1930 in Invercargill, Neuseeland; † 9. April 2024 in Cromwell, Neuseeland; kurz Jack Alabaster) war ein neuseeländischer Cricketspieler, der zwischen 1955 und 1972 für die neuseeländische Nationalmannschaft spielte.

## Kindheit und Ausbildung
Alabaster besuchte die Southland Boys’ High School.

## Aktive Karriere
Alabaster gab sein First-Class-Debüt in der Saison 1955/56 und spielte in der Folge für Otago. Dort war er an der Seite seines Bruders Gren ein erfolgreiches Spin-Bowler-Duo bildete. Daraufhin wurde er für die Tour in Pakistan nominiert und absolvierte dort bei seinem zweiten First-Class-Spiel sein Test-Debüt. Daraufhin reiste er mit dem Team weiter nach Indien, konnte dort jedoch in den vier Tests nicht herausragen. Zum Ende der Saison war er dann beim ersten Test-Sieg der neuseeländischen Mannschaft, den sie gegen die West Indies erzielte, dabei. Bei der Tour in England in der Saison 1958 erzielte er im ersten test vier Wickets (4/46). Seine erfolgreichste Tour absolvierte er in der Saison 1961/62 in Südafrika. Im ersten Test gelangen ihm insgesamt sieben Wickets (4/59 & 3/36), bevor er im dritten Spiel der Serie insgesamt acht Wickets (4/61 & 4/119) erreichen konnte. Drei weitere Wickets (3/143) erfolgten im vierten Test und so war er an zwei weiteren Test Siegen des neuseeländischen Teams beteiligt. Ein Jahr später erzielte er in der Test-Serie gegen England im zweiten Test insgesamt vier Wickets (2/47 & 2/57). Es dauerte bis zur Saison 1967/68, bis er bei der Tour gegen Indien wieder im Nationalteam war und im ersten Test insgesamt sechs Wickets (3/66 & 3/48) erzielen. Seinen letzten Einsatz im Nationalteam hatte er in der Saison 1971/72 in den West Indies, wonach er seinen Rücktritt vom aktiven Cricket verkündete.

## Nach seiner aktiven Karriere
Alabaster arbeitete als Lehrer an der Southland Boys’ High School und wurde in den 1980er Jahren deren Direktor. Im April 2024 verstarb er im Alter von 93 Jahren.